# Holden (Missouri)
Holden – miasto w Stanach Zjednoczonych, w stanie Missouri, w hrabstwie Johnson.